# Byron Brown
Byron Brown (* 24. září 1958) je americký politik a bývalý starosta Buffala. Poprvé byl do tohoto úřadu zvolen v roce 2005 a vyhrál i čtyři následující volby. Na funkci rezignoval během svého pátého funkčního období v říjnu 2024, aby mohl vést sázkovou kancelář Western Regional Off-Track Betting. Je jediným Afroameričanem, který kdy byl starostou Buffala, a nejdéle sloužícím starostou města.